# Lamont Dozier
Lamont Dozier (født 16. juni 1941 i Detroit, Michigan, død 8. august 2022) var en amerikansk sangskriver, musikproducer og sanger. 
Dozier var medlem af det succesfulde sangskriver- og producerteam Holland-Dozier-Holland sammen med brødrene Eddie og Brian Holland. De tre skrev og producerede en lang række hits for pladeselskabet Motown Records, blandt andet for The Supremes, The Four Tops og Martha and the Vandellas. Dozier havde i 1972 selv en mindre hit med sangen "Why Can't We Be Lovers" skrevet af Holland-Dozier-Holland. 
Dozier forlod Holland-Dozier-Holland i 1973 og udgav efterfølgende soloalbummet Out Here on My Own, hvorfra han fik succes med singlerne "Trying to Hold on to My Woman" og "Fish Ain't Bitin'". Som soloartist var han mest aktiv i 1970'erne, men indspillede også siden flere plader. Han fortsatte med at skrive materiale til andre artister, blandt andet "Two Hearts" sammen med Phil Collins, som gav Collins et stort hit i forbindelse med soundtracket til filmen Buster fra 1988.
Holland-Dozier-Holland blev i 1990 indvalgt i Rock and Roll Hall of Fame.

## Diskografi
- Out Here on My Own (1974)
- Black Bach (1975)
- Love & Beauty (1975)
- Right There (1976)
- Peddlin' Music on the Side (1977)
- Bittersweet (1979)
- Lamont (1981)
- Working on You (1981)
- Bigger Than Life (1983)
- Inside Seduction (1991)
- Reflections Of (2004)

## Eksterne links
- Officiel hjemmeside
- Biografi på Songwriters Hall of Fame